# Championnat d'Asie masculin de handball 2018
Navigation
Bahreïn 2016 Koweït 2020
Le championnat d'Asie masculin de handball 2018 est la dix-huitième édition du compétition. Il est organisé à Séoul, en Corée du Sud, du 18 au 28 janvier 2018.
Pour la première fois, l'Australie et la Nouvelle-Zélande, pourtant affiliées à la Fédération du continent océanien de handball, participent à la compétition.
L'équipe du Qatar, vainqueur en 2014 et 2016, remporte son troisième titre consécutif en disposant en finale du Bahreïn. La Corée du Sud complète le podium. Ces trois équipes ainsi que l'Arabie Saoudite, 4e, sont ainsi qualifiées pour le Championnat du monde 2019 qui se déroule en Allemagne et au Danemark.

## Lieu de la compétition
| [[Fichier:South Korea adm location map.svg\|210px\|{{#if:\|{{{alt}}}\|Championnat d'Asie masculin de handball 2018 est dans la page Corée du Sud.]]Suwon |                                       |                                            |
| --- | ------------------------------------- | ------------------------------------------ |
| [[Fichier:South Korea adm location map.svg\|210px\|{{#if:\|{{{alt}}}\|Championnat d'Asie masculin de handball 2018 est dans la page Corée du Sud.]]Suwon | Suwon Gymnasium (en) Capacité : 5 145 | Seo-Suwon Chilbo Gymnasium Capacity: 4 411 |
| [[Fichier:South Korea adm location map.svg\|210px\|{{#if:\|{{{alt}}}\|Championnat d'Asie masculin de handball 2018 est dans la page Corée du Sud.]]Suwon |                                       |                                            |

## Qualifications et tirage au sort
15 équipes sont qualifiées pour la compétition.
Le tirage au sort de la compétition a eu lieu en octobre 2017. L'équipe d'Irak, originellement versée dans le groupe A, doit déclarer forfait le 4 janvier 2018. Pour combler ce désistement, l'Ouzbékistan, qui devait disputer la poule B, est reversée dans la poule A.

## Tour préliminaire
Les deux premiers de chaque poule sont qualifiés pour le tour principal. Les équipes classées aux 3e et 4e places participent à des poules de classement.
- Qualifié pour le tour principal.
- Qualifié pour le tour de classement.

### Groupe A
|   | Équipe      | Pts | J | G | N | P | Bp | Bc | Diff |
| - | ----------- | --- | - | - | - | - | -- | -- | ---- |
| 1 | Iran        | 4   | 2 | 2 | 0 | 0 | 74 | 50 | 24   |
| 2 | Japon       | 2   | 2 | 1 | 0 | 1 | 70 | 64 | 6    |
| 3 | Ouzbékistan | 0   | 2 | 0 | 0 | 2 | 45 | 75 | -30  |

| 18 janvier 2018 19h00 | Ouzbékistan | 27 – 38 | Japon | Seo-Suwon Chilbo Gymnasium, Suwon |
| 18 janvier 2018 19h00 | (12 – 19)   |         |       | Seo-Suwon Chilbo Gymnasium, Suwon |

| 19 janvier 2018 15h00 | Iran      | 37 – 18 | Ouzbékistan | Seo-Suwon Chilbo Gymnasium, Suwon |
| 19 janvier 2018 15h00 | (19 – 12) |         |             | Seo-Suwon Chilbo Gymnasium, Suwon |

| 20 janvier 2018 17h00 | Japon     | 32 – 37 | Iran | Seo-Suwon Chilbo Gymnasium, Suwon |
| 20 janvier 2018 17h00 | (14 – 19) |         |      | Seo-Suwon Chilbo Gymnasium, Suwon |

### Groupe B
|   | Équipe    | Pts | J | G | N | P | Bp | Bc | Diff |
| - | --------- | --- | - | - | - | - | -- | -- | ---- |
| 1 | Bahreïn   | 4   | 2 | 2 | 0 | 0 | 63 | 33 | 30   |
| 2 | Oman      | 2   | 2 | 1 | 0 | 1 | 56 | 49 | 7    |
| 3 | Australie | 0   | 2 | 0 | 0 | 2 | 29 | 66 | -37  |

| 18 janvier 2018 19h00 | Australie | 10 – 33 | Bahreïn | Suwon Gymnasium, Suwon |
| 18 janvier 2018 19h00 | (6 – 12)  |         |         | Suwon Gymnasium, Suwon |

| 19 janvier 2018 17h00 | Oman     | 33 – 19 | Australie | Seo-Suwon Chilbo Gymnasium, Suwon |
| 19 janvier 2018 17h00 | (16 – 8) |         |           | Seo-Suwon Chilbo Gymnasium, Suwon |

| 20 janvier 2018 15h00 | Bahreïn  | 30 – 23 | Oman | Seo-Suwon Chilbo Gymnasium, Suwon |
| 20 janvier 2018 15h00 | (19 – 8) |         |      | Seo-Suwon Chilbo Gymnasium, Suwon |

### Groupe C
|   | Équipe              | Pts | J | G | N | P | Bp  | Bc  | Diff |
| - | ------------------- | --- | - | - | - | - | --- | --- | ---- |
| 1 | Corée du Sud        | 6   | 3 | 3 | 0 | 0 | 102 | 63  | 39   |
| 2 | Émirats arabes unis | 4   | 3 | 2 | 0 | 1 | 97  | 59  | 38   |
| 3 | Inde                | 2   | 3 | 1 | 0 | 2 | 87  | 87  | 0    |
| 4 | Bangladesh          | 0   | 3 | 0 | 0 | 3 | 46  | 123 | -77  |

| 18 janvier 2018 15h00 | Bangladesh | 20 – 46 | Corée du Sud | Suwon Gymnasium, Suwon |
| 18 janvier 2018 15h00 | (8 – 21)   |         |              | Suwon Gymnasium, Suwon |

| 18 janvier 2018 17h00 | Inde      | 23 – 41 | Émirats arabes unis | Suwon Gymnasium, Suwon |
| 18 janvier 2018 17h00 | (10 – 20) |         |                     | Suwon Gymnasium, Suwon |

| 19 janvier 2018 17h00 | Inde      | 23 – 35 | Corée du Sud | Suwon Gymnasium, Suwon |
| 19 janvier 2018 17h00 | (11 – 21) |         |              | Suwon Gymnasium, Suwon |

| 19 janvier 2018 19h00 | Bangladesh | 15 – 36 | Émirats arabes unis | Suwon Gymnasium, Suwon |
| 19 janvier 2018 19h00 | (10 – 20)  |         |                     | Suwon Gymnasium, Suwon |

| 20 janvier 2018 15h00 | Émirats arabes unis | 20 – 21 | Corée du Sud | Suwon Gymnasium, Suwon |
| 20 janvier 2018 15h00 | (9 – 8)             |         |              | Suwon Gymnasium, Suwon |

| 20 janvier 2018 19h00 | Bangladesh | 11 – 41 | Inde | Seo-Suwon Chilbo Gymnasium, Suwon |
| 20 janvier 2018 19h00 | (2 – 19)   |         |      | Seo-Suwon Chilbo Gymnasium, Suwon |

### Groupe D
|   | Équipe           | Pts | J | G | N | P | Bp  | Bc  | Diff |
| - | ---------------- | --- | - | - | - | - | --- | --- | ---- |
| 1 | Qatar            | 6   | 3 | 3 | 0 | 0 | 122 | 53  | 69   |
| 2 | Arabie saoudite  | 4   | 3 | 2 | 0 | 1 | 92  | 66  | 26   |
| 3 | Chine            | 2   | 3 | 1 | 0 | 2 | 74  | 78  | -4   |
| 4 | Nouvelle-Zélande | 0   | 3 | 0 | 0 | 3 | 40  | 131 | -91  |

| 18 janvier 2018 15h00 | Chine     | 24 – 30 | Arabie saoudite | Seo-Suwon Chilbo Gymnasium, Suwon |
| 18 janvier 2018 15h00 | (11 – 13) |         |                 | Seo-Suwon Chilbo Gymnasium, Suwon |

| 18 janvier 2018 17h00 | Nouvelle-Zélande | 14 – 58 | Qatar | Seo-Suwon Chilbo Gymnasium, Suwon |
| 18 janvier 2018 17h00 | (11 – 27)        |         |       | Seo-Suwon Chilbo Gymnasium, Suwon |

| 19 janvier 2018 15h00 | Chine    | 19 – 34 | Qatar | Suwon Gymnasium, Suwon |
| 19 janvier 2018 15h00 | (8 – 16) |         |       | Suwon Gymnasium, Suwon |

| 19 janvier 2018 19h00 | Nouvelle-Zélande | 12 – 42 | Arabie saoudite | Seo-Suwon Chilbo Gymnasium, Séoul |
| 19 janvier 2018 19h00 | (16 – 20)        |         |                 | Seo-Suwon Chilbo Gymnasium, Séoul |

| 20 janvier 2018 17h00 | Nouvelle-Zélande | 14 – 31 | Chine | Suwon Gymnasium, Suwon |
| 20 janvier 2018 17h00 | (7 – 16)         |         |       | Suwon Gymnasium, Suwon |

| 20 janvier 2018 19h00 | Arabie saoudite | 20 – 30 | Qatar | Suwon Gymnasium, Suwon |
| 20 janvier 2018 19h00 | (10 – 21)       |         |       | Suwon Gymnasium, Suwon |

## Tour principal
Les deux premiers de chaque groupe sont qualifiés pour les demi-finales.
- Qualifié pour les demi-finales.
- Qualifié pour le match pour la 5e place.
- Qualifié pour le match pour la 7e place.

### Groupe 1
|   | Équipe          | Pts | J | G | N | P | Bp | Bc | Diff |
| - | --------------- | --- | - | - | - | - | -- | -- | ---- |
| 1 | Arabie saoudite | 6   | 3 | 3 | 0 | 0 | 78 | 66 | 12   |
| 2 | Corée du Sud    | 4   | 3 | 2 | 0 | 1 | 80 | 78 | 2    |
| 3 | Iran            | 2   | 3 | 1 | 0 | 2 | 88 | 79 | 9    |
| 4 | Oman            | 0   | 3 | 0 | 0 | 3 | 72 | 95 | -23  |

| 22 janvier 2018 15h00 | Arabie saoudite | 26 – 23 | Iran | Suwon Gymnasium, Suwon |
| 22 janvier 2018 15h00 | (12 – 11)       |         |      | Suwon Gymnasium, Suwon |

| 22 janvier 2018 17h00 | Corée du Sud | 29 – 27 | Oman | Suwon Gymnasium, Suwon |
| 22 janvier 2018 17h00 | (12 – 13)    |         |      | Suwon Gymnasium, Suwon |

| 22 janvier 2018 17h00 | Oman      | 20 – 26 | Arabie saoudite | Suwon Gymnasium, Suwon |
| 22 janvier 2018 17h00 | (10 – 13) |         |                 | Suwon Gymnasium, Suwon |

| 22 janvier 2018 19h00 | Iran      | 25 – 28 | Corée du Sud | Suwon Gymnasium, Suwon |
| 22 janvier 2018 19h00 | (10 – 16) |         |              | Suwon Gymnasium, Suwon |

| 23 janvier 2018 15h00 | Arabie saoudite | 26 – 23 | Corée du Sud | Suwon Gymnasium, Suwon |
| 23 janvier 2018 15h00 | (11 – 12)       |         |              | Suwon Gymnasium, Suwon |

| 23 janvier 2018 17h00 | Iran      | 40 – 25 | Oman | Seo-Suwon Chilbo Gymnasium, Suwon |
| 23 janvier 2018 17h00 | (22 – 12) |         |      | Seo-Suwon Chilbo Gymnasium, Suwon |

### Groupe 2
|   | Équipe              | Pts | J | G | N | P | Bp  | Bc | Diff |
| - | ------------------- | --- | - | - | - | - | --- | -- | ---- |
| 1 | Qatar               | 6   | 3 | 3 | 0 | 0 | 103 | 64 | 39   |
| 2 | Bahreïn             | 4   | 3 | 2 | 0 | 1 | 78  | 72 | 6    |
| 3 | Japon               | 2   | 3 | 1 | 0 | 2 | 71  | 89 | -18  |
| 4 | Émirats arabes unis | 0   | 3 | 0 | 0 | 3 | 62  | 89 | -27  |

| 22 janvier 2018 19h00 | Qatar    | 40 – 23 | Japon | Suwon Gymnasium, Suwon |
| 22 janvier 2018 19h00 | (19 – 9) |         |       | Suwon Gymnasium, Suwon |

| 22 janvier 2018 19h00 | Émirats arabes unis | 22 – 28 | Bahreïn | Seo-Suwon Chilbo Gymnasium, Suwon |
| 22 janvier 2018 19h00 | (11 – 13)           |         |         | Seo-Suwon Chilbo Gymnasium, Suwon |

| 23 janvier 2018 17h00 | Bahreïn   | 21 – 29 | Qatar | Seo-Suwon Chilbo Gymnasium, Suwon |
| 23 janvier 2018 17h00 | (11 – 13) |         |       | Seo-Suwon Chilbo Gymnasium, Suwon |

| 23 janvier 2018 19h00 | Japon    | 27 – 20 | Émirats arabes unis | Suwon Gymnasium, Suwon |
| 23 janvier 2018 19h00 | (14 – 9) |         |                     | Suwon Gymnasium, Suwon |

| 24 janvier 2018 15h00 | Japon     | 21 – 29 | Bahreïn | Suwon Gymnasium, Suwon |
| 24 janvier 2018 15h00 | (13 – 13) |         |         | Suwon Gymnasium, Suwon |

| 24 janvier 2018 19h00 | Qatar     | 34 – 20 | Émirats arabes unis | Seo-Suwon Chilbo Gymnasium, Suwon |
| 24 janvier 2018 19h00 | (18 – 11) |         |                     | Seo-Suwon Chilbo Gymnasium, Suwon |

## Phase finale
|  | Demi-finales    | Demi-finales    |                        |    | Finale          | Finale          |
|  | Demi-finales    | Demi-finales    |                        |    | Finale          | Finale          |
|  |                 |                 |                        |    |                 |                 |
|  | 26 janvier 2018 | 26 janvier 2018 |                        |    | 28 janvier 2018 | 28 janvier 2018 |
|  | 26 janvier 2018 | 26 janvier 2018 |                        |    | 28 janvier 2018 | 28 janvier 2018 |
|  | Arabie saoudite | 22              |                        |    | 28 janvier 2018 | 28 janvier 2018 |
|  | Arabie saoudite | 22              |                        |    | 28 janvier 2018 | 28 janvier 2018 |
|  | Bahreïn         | 24              |                        |    | 28 janvier 2018 | 28 janvier 2018 |
|  | Bahreïn         | 24              | Bahreïn                | 31 |                 |                 |
|  | 26 janvier 2018 |                 | Bahreïn                | 31 |                 |                 |
|  |                 | Qatar           | 33                     |    |                 |                 |
|  | Qatar           | Qatar           | 33                     | 32 |                 |                 |
|  | Qatar           |                 |                        | 32 |                 |                 |
|  | Corée du Sud    | 21              |                        |    |                 |                 |
|  | Corée du Sud    | 21              | Match pour la 3e place |    |                 |                 |
|  |                 |                 |                        |    |                 |                 |
|  | 28 janvier 2018 |                 |                        |    |                 |                 |
|  |                 |                 |                        |    |                 |                 |
|  | Arabie saoudite | 21              |                        |    |                 |                 |
|  | Arabie saoudite | 21              |                        |    |                 |                 |
|  | Corée du Sud    | 29              |                        |    |                 |                 |
|  | Corée du Sud    | 29              |                        |    |                 |                 |

### Demi-finales
| 26 janvier 2018 17h00 UTC+09:00 | Qatar   | 32 – 21 | Corée du Sud | Suwon Gymnasium, Suwon Arbitrage : Pavićević, Ražnatović |
| 26 janvier 2018 17h00 UTC+09:00 | Marzo 8 | (14–8)  | Eom 6        | Suwon Gymnasium, Suwon Arbitrage : Pavićević, Ražnatović |
| 26 janvier 2018 17h00 UTC+09:00 | ×3 ×5   | Rapport | ×2 ×5        | Suwon Gymnasium, Suwon Arbitrage : Pavićević, Ražnatović |

| 26 janvier 2018 19h00 | Arabie saoudite | 22 – 24 | Bahreïn         | Suwon Gymnasium, Suwon Arbitrage : Schulze, Tönnies |
| 26 janvier 2018 19h00 | Al-Hannabi 8    | (11–11) | M. Abdulqader 4 | Suwon Gymnasium, Suwon Arbitrage : Schulze, Tönnies |
| 26 janvier 2018 19h00 | ×3 ×4           | Rapport | ×2 ×8 ×2        | Suwon Gymnasium, Suwon Arbitrage : Schulze, Tönnies |

### Match pour la3eplace
| 28 janvier 2018 14h30 | Corée du Sud | 29 – 21 | Arabie saoudite      | Suwon Gymnasium, Suwon Arbitrage : Schulze, Tönnies |
| 28 janvier 2018 14h30 | Yoon 9       | (16–6)  | Hassan, Al-Hannabi 4 | Suwon Gymnasium, Suwon Arbitrage : Schulze, Tönnies |
| 28 janvier 2018 14h30 | ×3 ×4        | Rapport | ×3 ×5                | Suwon Gymnasium, Suwon Arbitrage : Schulze, Tönnies |

### Finale
| 28 janvier 2018 17h00 UTC+09:00 | Qatar             | 33 – 31 | Bahreïn  | Suwon Gymnasium, Suwon Arbitrage : Pavićević, Ražnatović |
| 28 janvier 2018 17h00 UTC+09:00 | F. Marzo, Roiné 8 | (16–17) | Fadhul 7 | Suwon Gymnasium, Suwon Arbitrage : Pavićević, Ražnatović |
| 28 janvier 2018 17h00 UTC+09:00 | ×2 ×4             | Rapport | ×3       | Suwon Gymnasium, Suwon Arbitrage : Pavićević, Ražnatović |

## Tour de classement
- Qualifié pour le match pour la 9e place.
- Qualifié pour le match pour la 11e place.
- Qualifié pour le match pour la 13e place.

### Groupe 3
|   | Équipe           | Pts | J | G | N | P | Bp | Bc | Diff |
| - | ---------------- | --- | - | - | - | - | -- | -- | ---- |
| 1 | Ouzbékistan      | 4   | 2 | 2 | 0 | 0 | 62 | 46 | 16   |
| 2 | Inde             | 2   | 2 | 1 | 0 | 1 | 65 | 53 | 12   |
| 3 | Nouvelle-Zélande | 0   | 2 | 0 | 0 | 2 | 43 | 71 | -28  |

### Groupe 4
|   | Équipe     | Pts | J | G | N | P | Bp | Bc | Diff |
| - | ---------- | --- | - | - | - | - | -- | -- | ---- |
| 1 | Chine      | 4   | 2 | 2 | 0 | 0 | 61 | 26 | 35   |
| 2 | Australie  | 2   | 2 | 1 | 0 | 1 | 51 | 48 | 3    |
| 3 | Bangladesh | 0   | 2 | 0 | 0 | 2 | 32 | 70 | -38  |

### Matchs de classement
Match pour la 13e place
| 26 janvier 2018 11h00 | Nouvelle-Zélande | 24 –'31' | Bangladesh | Seo-Suwon Chilbo Gymnasium, Suwon Arbitrage : Cheng, Zhou |
| 26 janvier 2018 11h00 | Lang 9           | (10–16)  | Hasan 7    | Seo-Suwon Chilbo Gymnasium, Suwon Arbitrage : Cheng, Zhou |
| 26 janvier 2018 11h00 | ×3 ×2            |          | ×2 ×6      | Seo-Suwon Chilbo Gymnasium, Suwon Arbitrage : Cheng, Zhou |

Match pour la 11e place
| 26 janvier 2018 13h00 | Inde             | 24 – 27 | Australie    | Seo-Suwon Chilbo Gymnasium, Suwon Arbitrage : Imran, Hussein |
| 26 janvier 2018 13h00 | Bidhuri, Singh 4 | (12–10) | Szklarski 10 | Seo-Suwon Chilbo Gymnasium, Suwon Arbitrage : Imran, Hussein |
| 26 janvier 2018 13h00 | ×3               |         | ×3 ×6        | Seo-Suwon Chilbo Gymnasium, Suwon Arbitrage : Imran, Hussein |

Match pour la 9e place
| 26 janvier 2018 15h00 | Ouzbékistan | 21 – 32 | Chine          | Seo-Suwon Chilbo Gymnasium, Suwon Arbitrage : Lee, Lee (KOR) |
| 26 janvier 2018 15h00 | Takhirov 6  | (8–19)  | Jialei, Wang 8 | Seo-Suwon Chilbo Gymnasium, Suwon Arbitrage : Lee, Lee (KOR) |
| 26 janvier 2018 15h00 | ×1 ×2       |         | ×3 ×4          | Seo-Suwon Chilbo Gymnasium, Suwon Arbitrage : Lee, Lee (KOR) |

Match pour la 7e place
| 26 janvier 2018 17h00 | Oman        | 24 – 28 | Émirats arabes unis | Seo-Suwon Chilbo Gymnasium, Suwon Arbitrage : Al-Mawt, Marhoon |
| 26 janvier 2018 17h00 | Al-Hasani 8 | (12–14) | Al-Bannai 8         | Seo-Suwon Chilbo Gymnasium, Suwon Arbitrage : Al-Mawt, Marhoon |
| 26 janvier 2018 17h00 | ×3 ×5       |         | ×3 ×4               | Seo-Suwon Chilbo Gymnasium, Suwon Arbitrage : Al-Mawt, Marhoon |

Match pour la 5e place
| 26 janvier 2018 15h00 | Iran         | 33 – 28 | Japon    | Suwon Gymnasium, Suwon Arbitrage : Koo, Lee |
| 26 janvier 2018 15h00 | Heidarpour 8 | (15–15) | Motoki 6 | Suwon Gymnasium, Suwon Arbitrage : Koo, Lee |
| 26 janvier 2018 15h00 | ×3 ×4        |         | ×2 ×4    | Suwon Gymnasium, Suwon Arbitrage : Koo, Lee |

## Classement final
| Rang                     | Équipe              | J | V | N | D | Bp  | Bc  | Diff |
| ------------------------ | ------------------- | - | - | - | - | --- | --- | ---- |
| Médaille d'or, Asie      | Qatar               | 7 | 7 | 0 | 0 | 257 | 138 | +119 |
| Médaille d'argent, Asie  | Bahreïn             | 6 | 5 | 0 | 1 | 165 | 127 | +38  |
| Médaille de bronze, Asie | Corée du Sud        | 7 | 5 | 0 | 2 | 203 | 173 | +30  |
| 4                        | Arabie saoudite     | 7 | 5 | 0 | 2 | 192 | 156 | +36  |
|                          |                     |   |   |   |   |     |     |      |
| 5                        | Iran                | 6 | 4 | 0 | 2 | 195 | 157 | +38  |
| 6                        | Japon               | 6 | 2 | 0 | 4 | 169 | 186 | -17  |
| 7                        | Émirats arabes unis | 7 | 3 | 0 | 4 | 187 | 172 | +15  |
| 8                        | Oman                | 6 | 1 | 0 | 5 | 152 | 172 | -20  |
|                          |                     |   |   |   |   |     |     |      |
| 9                        | Chine               | 6 | 4 | 0 | 2 | 167 | 125 | +42  |
| 10                       | Ouzbékistan         | 5 | 2 | 0 | 3 | 128 | 153 | -25  |
| 11                       | Australie           | 5 | 2 | 0 | 3 | 107 | 138 | -31  |
| 12                       | Inde                | 6 | 2 | 0 | 4 | 176 | 167 | +9   |
| 13                       | Bangladesh          | 6 | 1 | 0 | 5 | 109 | 217 | -108 |
| 14                       | Nouvelle-Zélande    | 6 | 0 | 0 | 6 | 107 | 233 | -126 |

Les 4 premiers, à savoir le Qatar, le Bahreïn, la Corée du Sud et l'Arabie saoudite, sont qualifiés pour le championnat du monde 2019. À noter que le Japon, sixième, bénéficie en mai 2018 d'une invitation de l'IHF.

### Podium final
|                         | Qatar                    |
|                         | Médaille d'or, Asie      |
| Bahreïn                 |                          |
| Médaille d'argent, Asie | Corée                    |
| Médaille d'argent, Asie | Médaille de bronze, Asie |

| Championnat d'Asie — Vainqueur 2018 |
| ----------------------------------- |
| Qatar troisième titre               |